# Teoria muzicală
Teoria muzicală este studiul muzicii din punct de vedere al noțiunilor implicate în practica muzicală. Ea examinează limbajul și notația muzicală. Ea încearcă să identifice modele și structuri în tehnicile compozitorilor, din sau în cadrul genurilor, stilurilor, sau perioadelor istorice. Într-un sens mai larg, teoria muzicii distilează și analizează parametrii fundamentali sau elementele muzicii: ritmul, armonia (funcția armonică), melodia, structura, forma, textura, etc. În linii mari, teoria muzicii poate include orice declarație, convingere, sau concepție despre muzică.  O persoană care studiază aceste proprietăți este cunoscută drept teoretician muzical. Unii au aplicat acustica, fiziologia umană, și psihologia pentru a explica cum și de ce muzica este percepută.